# Алоэ Сюзанны
Ало́э Сюза́нны (лат. Aloe suzannae) — растение из рода Алоэ (Aloe) семейства Асфоделовые (Asphodelaceae). Является эндемиком Мадагаскара, где распространено в южной и юго-западной части острова. Известны всего лишь несколько взрослых растений из каждой субпопуляции, и нет никаких свидетельств о размножении этого вида. Сейчас 6 экземпляров алоэ Сюзанны выращивается из диких семян в питомниках Мадагаскара. Вид включён в Приложение СИТЕС I.